# Granempid
Granempid (Empidonax hammondii) är en nordamerikansk fågel i familjen tyranner inom ordningen tättingar.

## Kännetecken

### Utseende
Granempiden är en del av släktet Empidonax vars arter är notoriskt svåra att skilja åt på utseende med sin olivgrå ovansida och svarta vingar försedda med vingband. Denna art är relativt liten (12,5–14,5 cm) med långa vingar, kort stjärt och liten vanligen mörk näbb. På bröstet syns en olivgrön "väst". Sången består av tre delar: ett vasst "tsi-pik", ett ljust och gnissligt "swi-vrk" och ett lägre grövre "grr-vik". Fraserna är tydligare tvåstaviga än hos bergempiden och saknar dennes ljusa och klara toner. Lätet är ett vasst "peek" påminnande om ponderosanötväcka.

## Utbredning
Fågeln häckar i västra Nordamerika, närmare bestämt från centrala Alaska och västra Kanada söderut till östcentrala Kalifornien, östcentrala Nevada, Utah och norra New Mexico. Den övervintrar lokalt i sydvästra USA samt söderut från Mexiko till Guatemala, El Salvador, Honduras och möjligen nordcentrala Nicaragua.

## Systematik
Granempiden tros tillgöra en grupp mindre empider där även beigebröstad empid, gråempid, dvärgempid, bergempid samt de två centralamerikanska arterna svarthättad empid och tallempid. Den behandlas som monotypisk, det vill säga att den inte delas in i några underarter.

## Levnadssätt
Granempiden hittas i barr- och blandskogar där den ofta sitter högt upp i höga träd. Födan består av insekter. Den häckar från slutet av maj till augusti.

## Status och hot
Arten har ett stort utbredningsområde och en stor population, och tros öka i antal. Utifrån dessa kriterier kategoriserar internationella naturvårdsunionen IUCN arten som livskraftig (LC).

## Namn
Fågelns vetenskapliga artnamn hedrar den amerikanske neurologen och naturforskaren William Alexander Hammond (1828-1900). Tidigare kallades den hammondempid även på svenska, men tilldelades 2024 ett mer informativt namn av BirdLife Sveriges taxonomikommitté.